# Thorkild Dahl
Thorkild Dahl (født 22. januar 1948 i Skive) er en dansk journalist. Før han startede på Journalisthøjskolen, blev han student fra Viborg Katedralskole.
Dahl blev uddannet på dagbladet Vestkysten i Sønderborg og Esbjerg. Han arbejdede på Ritzaus Bureau og Berlingske Tidende, indtil han i 1988 som en af de første kom til det dengang nyetablerede TV 2, hvor han blev TV 2/Nyhedernes politiske redaktør. Udover dansk politik har han dækket internationale emner som EF/EU, nordisk samarbejde, NATO, udenrigs- og sikkerhedspolitik. Fra 1995 til 2000 var han TV 2's faste korrespondent i Bruxelles. Tilbage i Danmark kastede han sig over finansstoffet i TV 2 Finans, men er senere vendt tilbage til de internationale stofområder.